# ドウェイン・ベーコン
ドウェイン・リー・ベーコン・ジュニア（Dwayne Lee Bacon Jr. 1995年8月30日 - ）は、アメリカ合衆国・フロリダ州レイクランド出身のプロバスケットボール選手。ポジションはスモールフォワード。

## 経歴

### ハイスクール
フロリダ州内の高校の転校を繰り返した後、最終学年の2013年にバージニア州の強豪オークヒル・アカデミー高校に転校した。大学進学の際にオクラホマ州立大学、オーバーン大学、ジョージア工科大学といった有力校からの誘い受け、最終的にフロリダ州立大学に進学した。

### カレッジ
1年生時の2015-16シーズンに平均15.8得点  ・5.8リバウンドを記録し、2016年のNBAドラフトにアーリーエントリーする予定だったが、直前で撤回。2年生の2016-17シーズンは平均17.2得点・4.2リバウンドと数字を伸ばし、NCAAトーナメントにも出場。ACCのセカンドチームにも選出された。その後、あらためて2017年のNBAドラフトへのエントリーを表明した。

### NBAでのキャリア(2017-2021)

#### シャーロット・ホーネッツ(2017-2020)
ドラフト全体40位でニューオーリンズ・ペリカンズに指名された後、トレードで交渉権がシャーロット・ホーネッツに移動。7月6日にホーネッツと2年契約を締結。2017-18シーズン開幕戦のデトロイト・ピストンズ戦で、マイケル・キッド＝ギルクリストとニコラス・バトゥムが負傷で欠場した関係で、先発出場を果たした。

#### オーランド・マジック(2020-2021)
2020年11月24日にオーランド・マジックと2年600万ドルの契約を結んだ。
2021年8月8日にマジックから解雇された。

### 国外でのキャリア(2021-)

#### ASモナコ・バスケット(2021-2022)
2021年8月19日にニューヨーク・ニックスと契約したが、10月14日に解雇された。その後、同月27日にユーロリーグとLNBに所属するASモナコ・バスケットと契約した。国内リーグでは16試合に出場し、1試合平均24.6分の出場で、13.1得点、4.2リバウンド、1.4アシスト、プレーオフでは12試合に出場し、1試合平均24.3分の出場で、10.8得点、3.8リバウンド、1.3アシスト、ユーロリーグでは29試合に出場し、1試合平均25.2分の出場で、13.9得点、3.1リバウンド、1.1アシスト、1.0スティールという成績を残した。

#### パナシナイコス(2022-2023)
2022年9月26日にロサンゼルス・レイカーズとトレーニングキャンプ契約を結んだが、10月8日にウェイブされた。10月21日、ユーロリーグとギリシャ・バスケットリーグに所属するパナシナイコスBCと2年契約を結んだ。

#### BCゼニト・サンクトペテルブルク(2024-2025)
2024年8月7日、VTBユナイテッドリーグに所属するBCゼニト・サンクトペテルブルクへ1年契約で加入すると発表された。

#### BCドバイ(2025-)
2025年7月16日、ABAリーグに所属し、2025-26シーズンからユーロリーグに参加するBCドバイへの加入が発表された。契約期間は1年。

## 個人成績

### NBA

#### レギュラーシーズン
| シーズン | チーム | GP  | GS | MPG  | FG%  | 3P%  | FT%  | RPG | APG | SPG | BPG | PPG  |
| -------- | ------ | --- | -- | ---- | ---- | ---- | ---- | --- | --- | --- | --- | ---- |
| 2017–18  | CHA    | 53  | 6  | 13.5 | .375 | .256 | .899 | 2.3 | .7  | .3  | .0  | 3.3  |
| 2018–19  | CHA    | 43  | 13 | 17.7 | .475 | .437 | .739 | 2.1 | 1.1 | .3  | .1  | 7.3  |
| 2019–20  | CHA    | 39  | 11 | 17.6 | .348 | .284 | .660 | 2.6 | 1.3 | .6  | .1  | 5.7  |
| 2020–21  | ORL    | 72  | 50 | 25.7 | .402 | .285 | .824 | 3.1 | 1.3 | .6  | .1  | 10.9 |
| 通算     | 通算   | 207 | 80 | 19.4 | .402 | .314 | .780 | 2.6 | 1.1 | .5  | .1  | 7.3  |

### カレッジ
| シーズン | チーム | GP | GS | MPG  | FG%  | 3P%  | FT%  | RPG | APG | SPG | BPG | PPG  |
| -------- | ------ | -- | -- | ---- | ---- | ---- | ---- | --- | --- | --- | --- | ---- |
| 2015–16  | FSU    | 34 | 32 | 28.8 | .447 | .281 | .714 | 5.8 | 1.5 | 1.0 | .0  | 15.8 |
| 2016–17  | FSU    | 35 | 35 | 28.8 | .452 | .333 | .754 | 4.2 | 1.7 | 1.0 | .1  | 17.2 |
| 通算     | 通算   | 69 | 67 | 28.8 | .449 | .312 | .733 | 5.0 | 1.6 | 1.0 | .1  | 16.5 |